# Red Rocks amfiteater

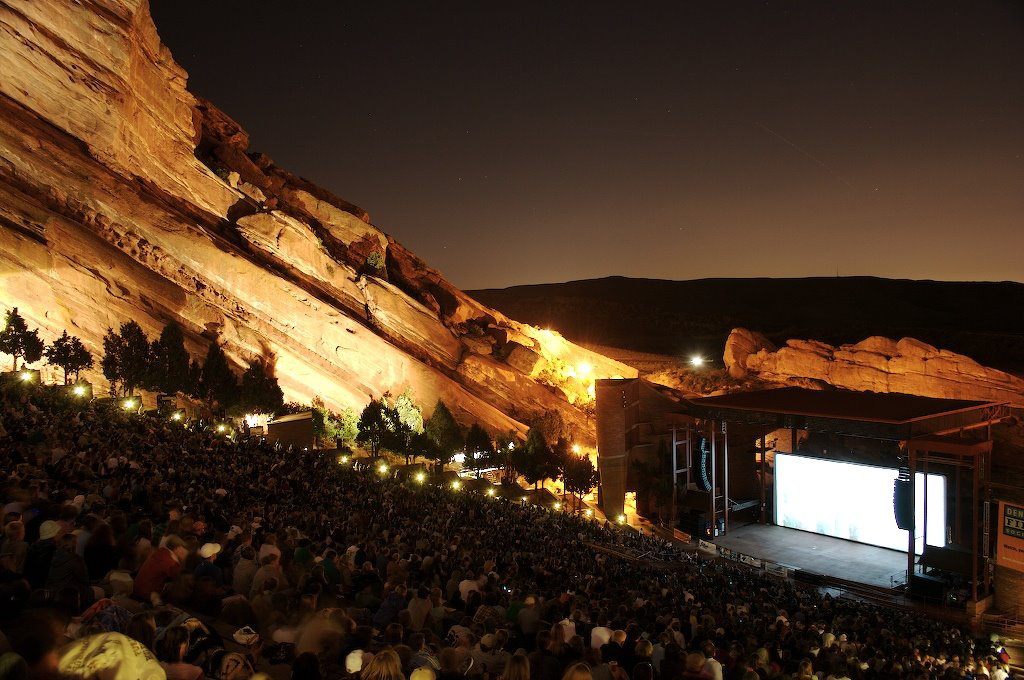
Red Rocks amfiteater.

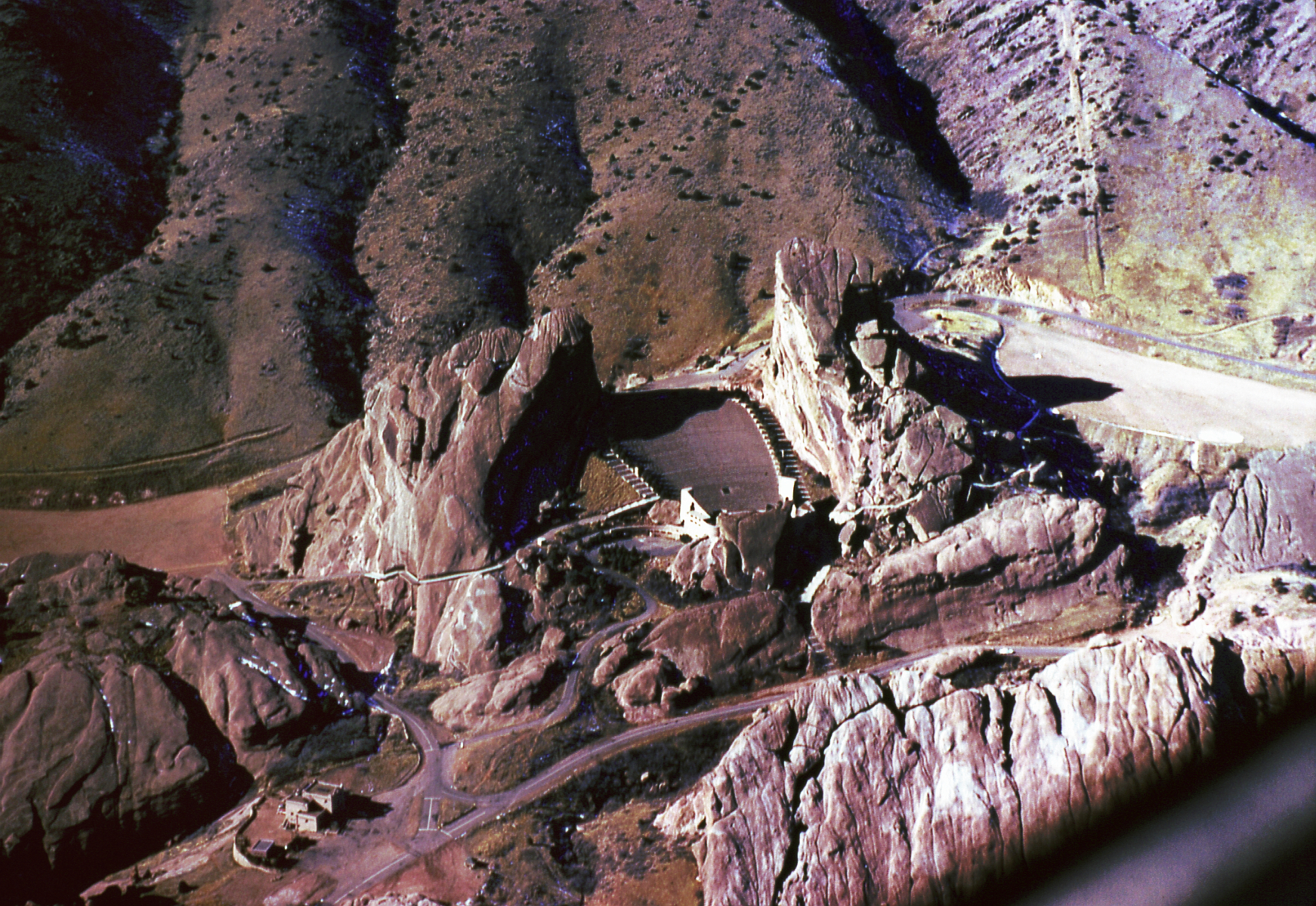
Red Rocks amfiteater, januari 1966.

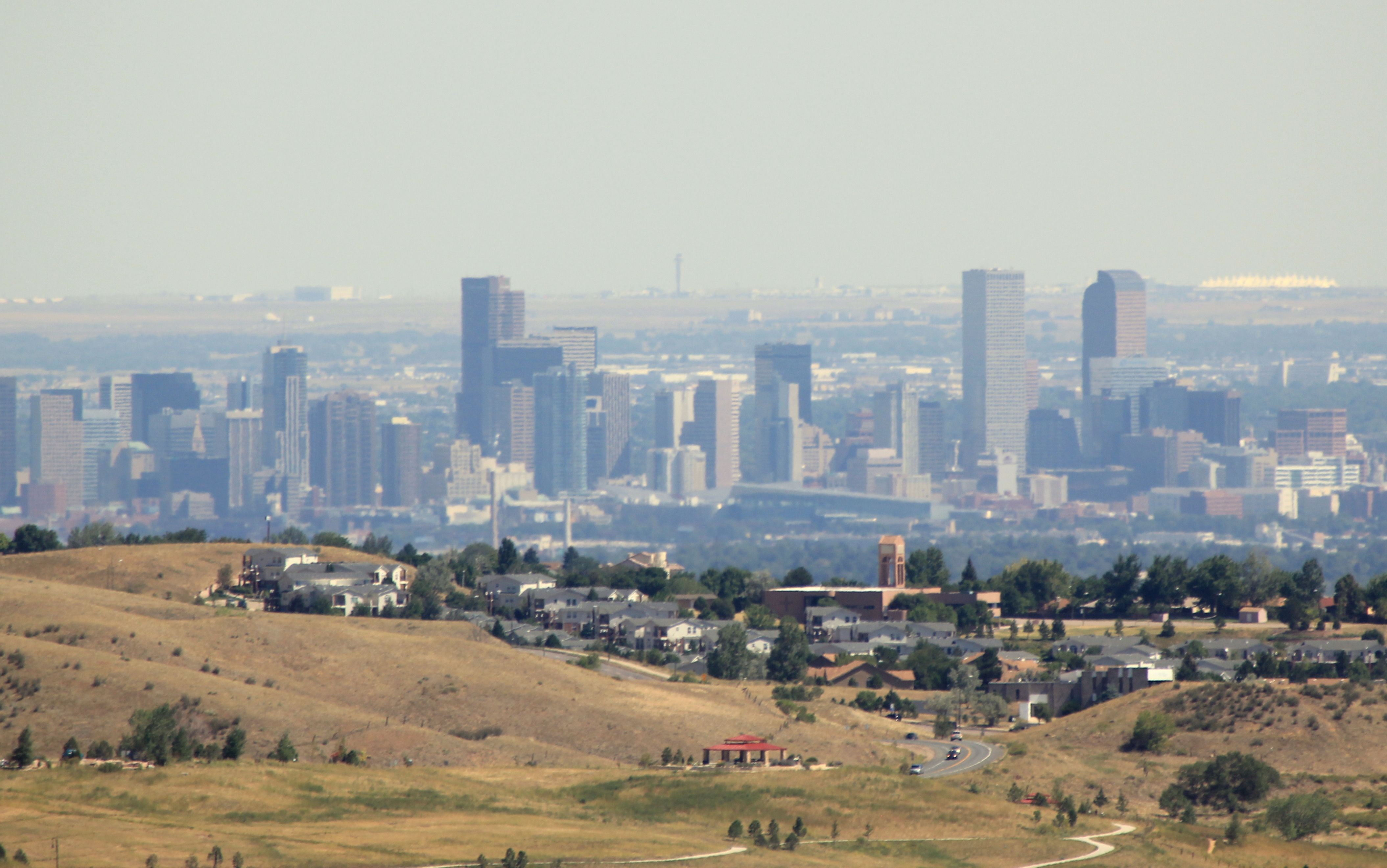
Utsikt över centrala Denver från anläggningen.

Red Rocks amfiteater (en. Red Rocks Amphitheatre) är en klippformation nära Morrison, ca 16 km väster om Denver, Colorado, USA, som används som en utomhusscen för konserter.
Scenanläggningen är omgiven av klippor, med plats för 9 450 sittande personer emellan. Den ägs och drivs av staden Denver och ligger i friluftsområdet Red Rocks Park.

## Uppträdanden
Flera artister och grupper har spelat på Red Rocks. Bland andra The Beatles, John Denver, Sonny & Cher, The Carpenters, Pat Boone, U2, The Grateful Dead, Neil Young, John Mayer, Paramore, Twenty One Pilots och Mumford & Sons.